# Críticas à Igreja Católica
Críticas à Igreja Católica é uma denominação abrangente para as diversas observações críticas feitas a respeito das posições atuais ou históricas da Igreja Católica. A Igreja Católica é a maior das igrejas cristãs, representando mais de metade de todos os cristãos, e de um sexto da população do mundo. Estas críticas podem não representar a opinião maioritária de todos os crentes cristãos, existindo um certo pluralismo entre os próprios teólogos, padres, e bispos. A crítica pode partir não só dos crentes católicos, como de outras correntes do cristianismo, ateus, agnósticos ou indiferentes.
A Igreja Católica, durante a sua longa história, tem sido várias vezes sujeita a críticas relativamente a várias crenças e práticas, com relevo para a Inquisição. Dentro da Igreja, isto inclui diferenças de opinião relativamente ao uso do latim na Missa, e ao tema do celibato clerical. No passado, diferentes interpretações das escrituras e críticas ao laxismo e opulência clerical contribuíram para separações como o cisma com a Igreja Ortodoxa Oriental e a Reforma Protestante. A Igreja Católica também tem sido criticada pelos seus esforços activos para influenciar decisões políticas, tais como a promoção das Cruzadas pela Igreja e o seu envolvimento com vários regimes ditatoriais. Críticas mais recentes centram-se em escândalos no seio da Igreja, em particular a alegada corrupção financeira e os escândalos de abuso sexual de menores da Igreja Católica.

## O catolicismo e sua relação com outras religiões e sociedades

### Relações com a maçonaria
A pertença à Maçonaria é condenada pela Igreja, constituindo um pecado grave. Historicamente, as relações entre o catolicismo e a maçonaria são muito difíceis. Clemente XII foi o primeiro papa a confrontar abertamente a Maçonaria, através de sua bula pontifícia In Eminenti. Após ele, diversos papas se opuseram à maçonaria, dentre os quais podemos citar Bento XIV, Pio VII, Leão XII, Pio VIII, Gregório XVI, Pio IX e Leão XIII. Bento XVI, em 1983, quando ainda era cardeal e prefeito da Congregação para a Doutrina da Fé, explicitou a posição da Igreja Católica que classifica a Maçonaria como "associação que maquina contra a Igreja".
A Igreja criticava os posicionamentos dos maçons contra alguns Estados no século XIX, a defesa da separação entre Igreja e Estado e a visão que Leão XIII chamava de "naturalista". A Igreja também critica o caráter semissecreto da maçonaria. Em tempos passados os católicos eram proibidos de pertencerem a Maçonaria, sob pena de excomunhão; ainda hoje a Igreja Católica mantém sua posição em relação à instituição, embora pertencer à associação ainda se caracterize "pecado grave", mas não mais sujeito a excomunhão, mas tem restrita a sua participação nos sacramentos.
Apesar da proibição oficial, há membros da igreja na maçonaria. Vários académicos, incluindo alguns estudiosos próximos do catolicismo tradicionalista, afirmam que os Papas João XXIII e Paulo VI seriam ligados a certas lojas maçônicas, ou mesmo filiados à Maçonaria. Também há de se notar que vários maçons e católicos (principalmente os tradicionalistas) consideraram o Concílio Vaticano II como responsável por uma maior tolerância, ou mesmo aproximação, entre Maçonaria e Igreja Católica.

### Relações com o protestantismo
Os protestantes e os católicos sempre entraram em controvérsia quanto à veneração, purgatório, primazia papal, justificação pela fé e outras doutrinas, fazendo acusações mútuas de heresia. Apenas pelos esforços ecumênicos, a tese da justificação pela fé foi esclarecida, e não é mais um ponto controverso entre protestantes luteranos históricos e católicos.
Há esforços ecumênicos para deixarem de lado as diferenças. Porém são criticados por alguns membros de ambos os lados: para o lado protestante, há a acusação de a Igreja Católica "não mudar"; e para o lado católico, há a acusação de que o verdadeiro ecumenismo não se dá abandonando a verdade revelada, mas seguindo-a plenamente através da "Igreja do Deus Vivo, Coluna e sustentáculo da Verdade" (I Tim 3:15), a qual os católicos creem ser a Igreja Católica. Além disso, o dogma católico "fora da Igreja não há salvação" é considerado pelos protestantes como uma barreira que impede a eficácia de um ecumenismo de "mão-dupla". Mas, a Igreja Católica afirma também que todos os não-católicos podem ser salvos, desde que "procuram sinceramente Deus e, sob o influxo da graça, se esforçam por cumprir a sua vontade". Mas, ela defende que todas as pessoas (católicas ou não) que obtiveram a salvação é, de alguma forma, por causa da Igreja Católica, porque a salvação só se tornou possível pelo sacrifício pascal de Jesus Cristo, o fundador e cabeça da Igreja.

### Relações com cultos afro-brasileiros
Ainda sob outras denominações, a Umbanda estava incluída na lista dos inimigos do catolicismo já nos anos 1940 do século XX.
Devido ao surgimento e proliferação da Umbanda, a Igreja criou em 1952 um Secretariado Especial da Conferência Nacional dos Bispos do Brasil, com o objetivo de enfrentar o crescimento do número de fiéis da Umbanda e demais "cultos mediúnicos". Tal subdivisão foi denominada de Secretariado Nacional de Defesa da Fé.
| “ | A Umbanda é a revivescência das crendices absurdas que os infelizes escravos trouxeram das selvas de sua martirizada pátria africana. Favorecer a Umbanda é involuir, é aumentar a ignorância, é agravar doenças. | ” |

A Igreja Católica, alegava publicamente que a Umbanda negava importantes fatores sociais, assim o catolicismo vinculava a Umbanda a práticas supersticiosas e sincréticas.
Boaventura Kloppenburg, considerado o mais conhecido e influente intelectual católico do período, assim descrevia os cultos afro-brasileiros:
"Perguntamos, anos atrás, a um grupo de médicos psiquiatras e especialistas em doenças nervosas se é aconselhável, sob o ponto de vista psíquico e médico, "desenvolver a mediunidade" ou "provocar fenômenos espíritas". E todos, com absoluta unanimidade, responderam negativamente, declarando que semelhantes práticas são "nocivas", "prejudiciais", "perigosíssimas", etc. (…) São clamores das autoridades competentes a gritar que as práticas espíritas e umbandistas contrariam a ordem pública, e que, por isso, são contra a Constituição que veda expressamente o exercício da "religião" que "contraria a ordem pública".

### Relações com a Ciência e os pensadores laicos

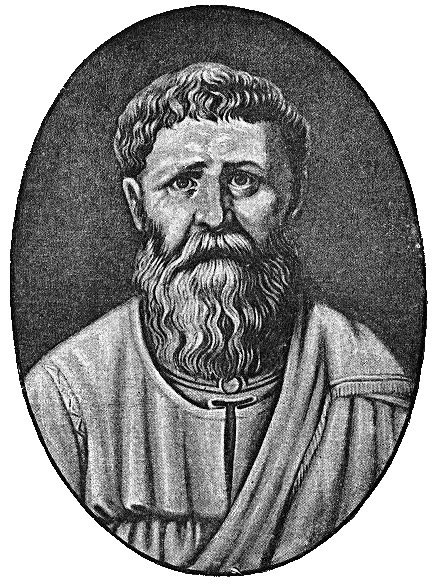
Santo Agostinho (354-430), dizia que a Bíblia deveria ser interpretada à luz da ciência.

Um tema sustentando entre estudiosos na cultura ocidental desde o Iluminismo no século XVIII, é que a religião católica "é inimiga do progresso científico", e muitos consideram que a Igreja e o cristianismo aprovam a "repressão científica". Críticas católicos argumentam, contrariamente que a Igreja Católica teve um papel fundamental no desenvolvimento do pensamento ocidental, uma vez que após a queda do Império Romano, foi a principal responsável pela preservação de textos da Antiguidade Clássica na Europa Ocidental. Monges e religiosos católicos foram um dos principais grupos de tradutores de textos antigos gregos para o latim. Ademais, Santo Agostinho já afirmava, no século V, que as Escrituras deveriam ser interpretadas de acordo com os conhecimentos disponíveis em cada época sobre o mundo natural declarando que a Criação do mundo e do homem, conforme narrada no Livro de Gênesis, possuía elementos metafóricos. São Tomás de Aquino, no século XIII, defendeu também que a fé e a razão são complementares, porque "provêm ambas de Deus". A Igreja também pediu desculpas por alguns crimes cometidos no passado por homens católicos contra cientistas.
A Igreja Católica oficialmente considera que alguns trechos das Escrituras são alegorias, portadoras de verdade teológica, mas não verdade histórica. Motivo pelo qual muitos teólogos consideram que a criação do homem, narrada no Gênesis é alegórica, e aceitam o evolucionismo. Não obstante começando em 1950 com o Papa Pio XII, por meio da encíclica Humani Generis, a Igreja assumiu uma posição neutra com relação à evolução, porém, alguns setores católicos, notadamente tradicionalistas, se demonstram céticos na aceitação da teoria. No entanto, a Igreja também afirma que o criacionismo e o design inteligente, não são teorias científicas nem teológicas.
Por outro lado, a Igreja Católica e a Ciência continuam a discordarem-se em questões mais teológicas relacionadas com a infalibilidade e a autenticidade da Revelação divina contida nas Escrituras e na Tradição oral; com a não aceitação da existência de Deus e da alma (e da sua imortalidade) por ausência completa de evidências; com os momentos exactos do princípio e do fim da vida humana; e com as implicações éticas da clonagem, da contracepção ou fertilização artificiais, da manipulação genética e do uso de células-tronco embrionárias na investigação científica.

#### Galileu Galilei

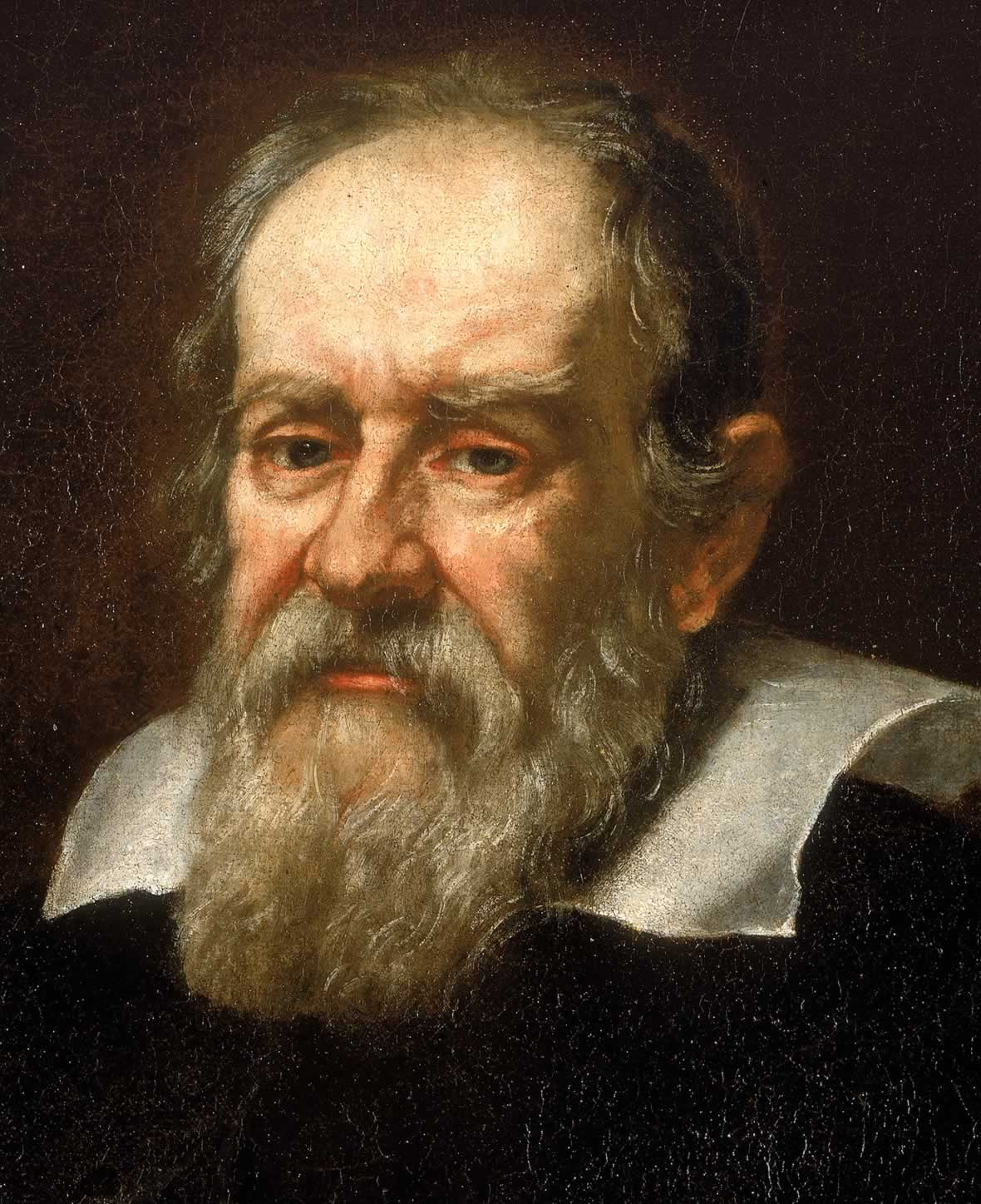
Galileu: católico convicto, foi condenado a prisão domiciliar perpétua pela Inquisição pelas suas ideias científicas.

Provavelmente, o caso mais famoso de atrito entre um pensador e a Igreja Católica é o de Galileu Galilei, mas historiadores e cientistas modernos  veem o caso de Galileu como algo mais complexo do que apenas um confronto entre ciência e religião. Galileu era um grande físico e astrônomo de Pisa, e um dos mais importantes personagens da Revolução Científica.
À época, o modelo cosmológico mais aceito e proclamado pela Igreja e pelo mundo medieval era o de Ptolomeu, que afirmava que a Terra era o centro do universo e os astros a orbitavam. Porém, quase um século antes de Galileu, o cónego Nicolau Copérnico (1473-1543) propõe a teoria heliocêntrica, segundo a qual a Terra, na verdade, gira à volta do Sol, e não o contrário. Naquela altura, as discussões cosmológicas eram favorecidas por certos membros importantes da Igreja, que ficaram positivamente impressionados pelo heliocentrismo e insistiram que essas ideias fossem melhor desenvolvidas. O próprio Cardeal Bellarmino, uma figura importante da Cúria Romana, defendeu a possibilidade da reinterpretação da Bíblia, caso o heliocentrismo fosse provado como cientificamente verdadeiro.
As experiências de Galileu levam-no a defender a veracidade do heliocentrismo, apesar das suas provas experimentais e teóricas não serem totalmente conclusivas.  Porém, Galileu foi demasiado longe na sua defesa do heliocentrismo: ele chegou a reinterpretar e usar várias passagens bíblicas para defender o heliocentrismo. Naquela época, a Igreja Católica, opondo-se ao protestantismo, defende que a interpretação da Bíblia era um trabalho exclusivamente reservado para os teólogos, sendo estes supervisionados pelo Santo Ofício.
A princípio, a Igreja Católica não é contra o heliocentrismo, mas em 1615 o Tribunal do Santo Ofício declara o heliocentrismo herético e a teoria de que a Terra se move "teologicamente errada". Esta condenação do Santo Ofício mostra que a discussão em torno do heliocentrismo, que deveria ser de caráter científico e filosófico, passou a incluir a exegese bíblica e a teologia. O principal livro de Copérnico entra para o index e é proibida a defesa da validade física (mas não da hipótese matemática) do heliocentrismo. Galileu, porém, não se restringe a trabalhar sobre a hipótese, mas defende que a Terra orbita o Sol. Como consequência, é proibido de expressar suas opiniões em relação ao heliocentrismo.
Em 1623, Urbano VIII, amigo de Galileu, torna-se o novo Papa. Na década seguinte, concede a Galileu a oportunidade de escrever um livro dissertando sobre as duas teorias, dando-lhe uma oportunidade de defender o heliocentrismo como uma hipótese.  Galileu escreve, então, seu Diálogo sobre os dois grandes sistemas do mundo. O caráter ácido do livro e alguns mal-entendidos levam o Papa a crer que Galileu aproveitou-se da oportunidade para ofendê-lo. A Inquisição, então, julga e condena Galileu a abjurar publicamente suas opiniões. Ademais, Galileu é condenado a prisão domiciliar por tempo indeterminado (durante a qual faleceu) e seus livros são postos no Index Librorum Prohibitorum. Apesar disso, pôde continuar a trabalhar em outros estudos científicos que não estavam relacionados com a defesa da veracidade do heliocentrismo.
Porém, com a diminuição das tensões e dos conflitos marcados pela Reforma protestante, a Igreja Católica revê a sua posição quanto à teoria de Copérnico e Galileu. Em 1758, a Igreja retirou as obras heliocêntricas do Index Librorum Prohibitorum. Em 1979, o Papa João Paulo II lamentou os sofrimentos de Galileu causados por católicos e organismos eclesiásticos e defendeu, mais uma vez, que as duas verdades, de fé e de ciência, não podem nunca contradizer-se, acabando por citar também uma afirmação do próprio Galileu: "procedendo igualmente do verbo divino, a escritura santa e a natureza, a primeira como ditada pelo Espírito Santo, a segunda como executora fidelíssima das ordens de Deus.". No ano 2000, o Papa João Paulo II emitiu finalmente um pedido formal de desculpas por todos os erros cometidos por alguns católicos nos últimos 2.000 anos de história da Igreja Católica, incluindo o julgamento de Galileu Galilei pela Inquisição.

## Críticas a eventos ocorridos na sua história

### Inquisição
Estudiosos protestantes a partir do século XVI, e pensadores políticos e filosóficos do século XVII, viam a Inquisição como "um símbolo ideal da intolerância religiosa", estes filósofos e políticos denunciaram a Inquisição, citando-a como a causa para todos as falhas políticas e econômicas em seus países, e a Igreja Católica foi considerada o pior mal religioso da Europa. Católicos por sua vez, destacam algumas singularidades dessa instituição, como o fato, de alegadamente ter sido criada principalmente para impedir a ação de abusos da população ou de governantes seculares, como Frederico II, que executava hereges por questões políticas, sendo que a Inquisição usaria  avançados meios judiciais para a época, opondo-se aos ordálios e outras superstições jurídicas. Walter Ullman está em desacordo: "Dificilmente há um item em todo o procedimento inquisitorial que possa ser enquadrado nas exigências da justiça; pelo contrário, cada um de seus itens é a negação da justiça ou uma caricatura hedionda dela [...] seus princípios são a própria negação das exigências feitas pelos conceitos mais básicos de natural justiça [...] Este tipo de procedimento já não tem nenhuma semelhança com um julgamento judicial, mas é antes a sua perversão sistemática e metódica."
Alguns historiadores também consideram que a visão predominante sobre a Inquisição é um conjunto "de lendas e mitos que, entre os séculos XVI e século XX, estabeleceram o caráter e a percepção dos tribunais inquisitoriais e influenciaram todos os esforços que se seguiram para recuperar sua realidade histórica".

### Cruzadas
Desde o início do século VII exércitos islâmicos do Califado haviam conquistado grande parte do sul do Mediterrâneo, e representavam uma ameaça para a cristandade, assim em 1095, o imperador bizantino Aleixo I pediu ao Papa Urbano II para ajudá-lo militarmente contra as invasões muçulmanas, Urbano convoca a Primeira Cruzada, e os próximos papas as estenderiam até a Nona, destinadas a auxiliar o Império bizantino a retomar os antigos territórios cristãos, especialmente Jerusalém. Enquanto alguns críticos veêm as Cruzadas como "violência sistemática" por parte da Igreja, outros a consideram um movimento militar defensivo necessário da Europa Ocidental para impedir a dominação islâmica da mesma.

### Críticas ao papado
Muitos estudiosos têm acusado a corrupção de determinados papas ao longo da história como sendo os responsáveis pelos principais erros cometidos pela Igreja Católica e pelas críticas direcionadas a ela, especialmente durante o saeculum obscurum e o renascimento, destacando a simonia e o nepotismo. Católicos, por sua vez, argumentam que estes acontecimentos surgiram dentro do contexto social, cultural e religioso de sua época, sendo anacronismo interpretá-los fora desse contexto.

### Contrarreforma
O alemão Martinho Lutero, ao ouvir discursos não aprovados pela Igreja a respeito de uma salvação concedida por indulgências, na Alemanha no Século XVI para a construção da Basílica de São Pedro, publica 95 teses protestando contra esta atitude, iniciando a Reforma Protestante, que originou o Protestantismo. Isso deu lugar a Contrarreforma ou Reforma Católica, usada para combater o Protestantismo e para expandir a fé católica para lugares além da Europa, mandando missões jesuítas para catequizarem outros povos.
Por outro lado, diversos historiadores, alegam que a contra-reforma não foi somente um movimento reacionário, por exemplo, Daniel-Rops, da Academia Francesa, nega a existência de relações de causa e efeito entre a reforma católica da reforma protestante: "Nem na ordem cronológica nem na ordem lógica temos o direito de falar de "contrarreforma" para caracterizar esse salto gigantesco, esse admirável esforço de rejuvenescimento e ao mesmo tempo de reorganização que, em cerca de trinta anos, deu à Igreja um rosto novo"…"Se, cronologicamente, a Reforma católica não é uma "contrarreforma", também não é no processo do seu desenvolvimento.".

### Segunda Guerra Mundial
A posição da Igreja Católica e do clero perante a Alemanha nazista é considerada controversa, e existem várias opiniões e conclusões diferentes sobre a questão. Na Alemanha enquanto alguns membros do clero, simpatizaram com o Regime, outros, como o bispo católico de Münster Clemens August von Galen eram ferrenhamente antinazistas e anti racistas.
Em 30 de janeiro de 1933, Adolf Hitler foi nomeado chanceler, até então o governo ainda era democrático e pluripartidário, Hitler desejando os votos do Partido do Centro Católico do Reichstag no intuito de conseguir aprovar a Lei de Concessão de Plenos Poderes de 1933, afirma desejar uma aproximação e uma concordata com a Santa Sé, para definir claramente quais os direitos da Igreja na Alemanha, a concordata (Reichskonkordat) foi assinada em 20 de Julho(a assinatura ocorreu porque o Partido do Centro Católico votou a favor da Lei de Concessão de Plenos Poderes de 1933. Porém o governo nazista rapidamente violaria a concordata, dissolvendo organismos da Igreja, bem como o início dos sucessivos atos de violência antissemíticos, em especial as leis de esterilização obrigatória para as "raças inferiores" de 25 de Julho, ofenderiam principalmente a Igreja Católica, que mantinha uma posição tradicional insistindo na doutrina de que "perante Deus todos são iguais independente de raça". Por conseqüência antes da eclosão da Segunda Guerra Mundial em 1937, a encíclica Mit brennender Sorge, do Papa Pio XI, "condenava o neopaganismo da ideologia nazista especialmente sua teoria da superioridade racial (...)". Adolf Hitler foi descrito como um louco e arrogante, sendo o primeiro documento oficial de denúncia do nazismo feita por qualquer organização importante.
Por sua vez, outros historiadores apontam que membros do clero católico, teriam colaborada com o regime nazista, como pelo fato de que após a Segundo Guerra Mundial, clérigos teriam ajudado nazi-fascistas a fugirem para a América do Sul, expedindo-lhes passaportes e salvos condutos, no processo denominado de Ratlines, e durante a Guerra, clérigos terem usado escravos durante o nazismo, pelo que a Santa Sé, achou conveniente indenizar os sobreviventes. O envolvimento destes clérigos com o nacional-socialismo foi relatado em livros como A Santa Aliança, de Eric Frattini, A verdadeira Odessa, de Uki Goñi. O papa João Paulo II em 2005 pediu desculpas pela igreja não ter agido de forma mais ativa contra o nazismo. O padre Jozef Tiso, ditador eslovaco, deportou judeus, ciganos e opositores. Ele jamais foi condenado pela igreja. Recentemente, o bispo eslovaco Jan Sokol rezou pela alma de Jozef Tiso, causando polêmica. A igreja foi conivente com o regime nazista croata de Ante Pavelic, que promoveu holocausto e um grande genocídio racista contra judeus, cristãos ortodoxos sérvios e católicos opositores. O clero croata participou ativamente das atrocidades e inclusive alguns padres eram guardas de campos de extermínio, como Jasenovac e Jastrebarsko (único complexo de extermínio/concentração e de abate do eixo para crianças). Os escritores John Cornwell, Santiago Camacho, Karlheinz Deschner e Carlo Falconi abordaram provando a cumplicidade da igreja com Ante Pavelic, e atualmente, o estado moderno da croácia junto com instituições católicas financiam negadores do holocausto na croácia. O Vaticano está sendo processado por cumplicidade com Ante Pavelic.
Outros historiadores, apontam que milhares de clérigos católicos também foram perseguidos, assassinados ou mandados para campos de concentração por se manifestarem contra o regime nazista. A reação de Hitler devido a condenação de Pio XII do nazismo, foi violenta e recrudesceu fortemente a perseguição de católicos. A Igreja Católica também mantinha rotas de fuga usadas por opositores do nazismo, como judeus e ciganos tendo salvado de 700 mil a 850 mil judeus. Posteriormente Pio XII alertou um grupo de peregrinos que o antissemitismo é incompatível com o Cristianismo.

### O Tratado de Latrão
Em fevereiro de 1929, o Papa Pio XI assinou o Tratado de Latrão com o ditador da Itália Benito Mussolini, nesse acordo que pôs fim à Questão Romana, foi criado o Vaticano, um estado independente da Itália governado pelo Papa e sucessor dos Estados Pontifícios. O Tratado de Latrão ocorreu porque o papado respaldou a ascensão política de Mussolini e eliminou o Partido Popular (de Dom Luigi Sturzo) para consolidar a ditadura fascista.  Em 1931, o Papa Pio XI editou a encíclica Non abbiamo bisogno que condenava o fascismo, e como retaliação a sua publicação, o ditador fascista Benito Mussolini ordenou que fossem dissolvidas as associações católicas de jovens na Itália. Em 1937, o mesmo Papa, por meio da encíclica Mit brennender Sorge condenou o nazismo alemão e sua ideologia racista. Por outro lado, o escritor alemão K. H. Deschner (em seu livro "A Política dos Papas no século XX) afirma que o papa escreveu essa encíclica contra Mussolini a contragosto, em virtude dos bons negócios do Vaticano com o regime fascista. E que Pio XI e Mussolini voltariam a se entender. Segundo o escritor, o motivo do desentendimento entre o Papa e o Duce foram dois: 1) O regime fascista queria monopolizar a educação nacional em detrimento da igreja. 2) O regime fascista queria controlar todas as associações juvenis subordinadas ao Vaticano.

### Abusos sexuais de crianças
Foram cometidos atos de abuso sexual de crianças por clérigos (cerca de 2% a 4% dos clérigos nos EUA). Foram feitas denúncias de abuso sexual de menores em muitas partes do mundo, com os casos mais notórios a chegarem às primeiras páginas no Brasil, Portugal, Alemanha, Austrália, Espanha, Bélgica, França, Reino Unido, Irlanda, Canadá e Estados Unidos. Muitas destas denúncias resultaram ou em condenações ou em acordos entre a instituição e os queixosos. Alguns sociólogos e psicólogos afirmam que esse número é comparável com o de outros denominações e grupos religiosos, bem como que a quantidade de clérigos do sexo masculino envolvidos em abusos sexuais é significativamente menor do que a população geral adulta masculina, que pode dobrar esses números.
Face às crescentes denúncias e à gravidade do escândalo, o Papa Bento XVI (Ratzinger) escreveu, em Março de 2010, uma carta pastoral condenando mais uma vez a pedofilia, que já era condenada pela doutrina católica. Nesta carta, o Papa Bento XVI, que foi acusado de encobrir vários casos de padres pedófilos, expressou a sua profunda "vergonha" pelos crimes de pedofilia cometidos pelos clérigos católicos, "pediu desculpa às vítimas" e disse ainda "que os culpados devem responder “diante de Deus e dos tribunais”". O Papa ainda "“assinalou erros graves de julgamento e falhas de liderança”" dentro da Igreja e pediu a continuação dos "“esforços para remediar os erros passados e prevenir situações idênticas através do direito canónico e da cooperação com as autoridades civis”".

## Doutrina ligada à Sexualidade
A Igreja Católica considera o Sexo uma dádiva divina e condena atos como Masturbação e Pornografia. A inseminação artificial é considerada imoral tal como qualquer forma de planejamento familiar que não seja a continência periódica e o recurso aos períodos infecundos como é o caso do Método Billings.

### Castidade pré-marital
A Igreja Católica condena o Sexo antes do casamento (chamado de fornicação na Bíblia). Segundo a igreja, o sexo é instrumento divino e abençoado por Deus que concede aos casais o poder da Vida e por isso precisa da devida bênção divina, que é dada no ato do Casamento.

### Proibição de métodos contraceptivos e DST-preventivos
A Igreja Católica é contra a grande maioria dos métodos contraceptivos, exceto a castidade, o controle de natalidade natural e o Método de ovulação Billings. Por consequência também se opõe ao uso do preservativo e à pílula.
Essa posição é criticada mesmo por alguns membros da própria Igreja que alegam que representa risco à saúde da sociedade perante DSTs e um aumento das situações de gravidez indesejada.
Para a Igreja, a fidelidade no casamento, a castidade e a abstinência sexual são os melhores meios de impedir o avanço do HIV/Aids. Ela considera que promover o uso de preservativos incentiva o que julga um estilo de vida imoral. Para os críticos dessa posição, esta representa um comportamento que contribui para o alastramento da doença.

### Postura ante a homossexualidade
Os atos sexuais entre pessoas homossexuais são considerados moralmente errados pela Igreja Católica porque violam a "iconografia de diferenciação e complementaridade sexuais" entre o homem e a mulher e porque são incapazes de gerar vida. Entretanto, para a Igreja, ter tendências homossexuais não é considerado um pecado nem um castigo, mas apenas uma provação. O pecado está em ceder a essas tendências e adotá-las na prática.
Na mesma linha, a Igreja repudia também qualquer reconhecimento legal das uniões entre pessoas do mesmo sexo, tendo-as identificado como (citações durante o ano de 2006): teoria obscura, loucura, ataque violento contra a família e o matrimônio tradicional, forma de ofuscar ou suplantar a família, ataque diabólico para eliminar as famílias, uma transgressão, uma falsa liberdade, entre outras.
Em 2005, o acesso ao sacerdócio na Igreja passou a ser explicitamente negado a quem tenha tendências homossexuais profundas ou apoie a cultura gay, mesmo que não pratique a homossexualidade. No entanto tal regra não se aplica aos padres já ordenados.

## Questões ligadas ao conceito de alma e ao valor da vida

### Aborto
O aborto é acerrimamente condenada pela Igreja Católica, que alega que o direito à vida consagrado na Bíblia é o mais importante e deve ser respeitado em qualquer circunstância.

### Pesquisas com células-tronco
A Igreja é contra as pesquisas usando células-tronco embrionárias. Nos métodos utilizados atualmente para a pesquisa necessita-se utilizar embriões recém-formados, o que para a Igreja é pecaminoso pois ela considera que o início da vida se dá no instante da fecundação, visto que de acordo com seus preceitos a vida não pode ser tirada de qualquer forma.
A Igreja Católica não se opõe ao uso de células-troncos adultas pois, de acordo com ela, estas células podem ser obtidas sem a necessidade de se tirar a vida de um ser humano.

## Questões hierárquicas e de organização

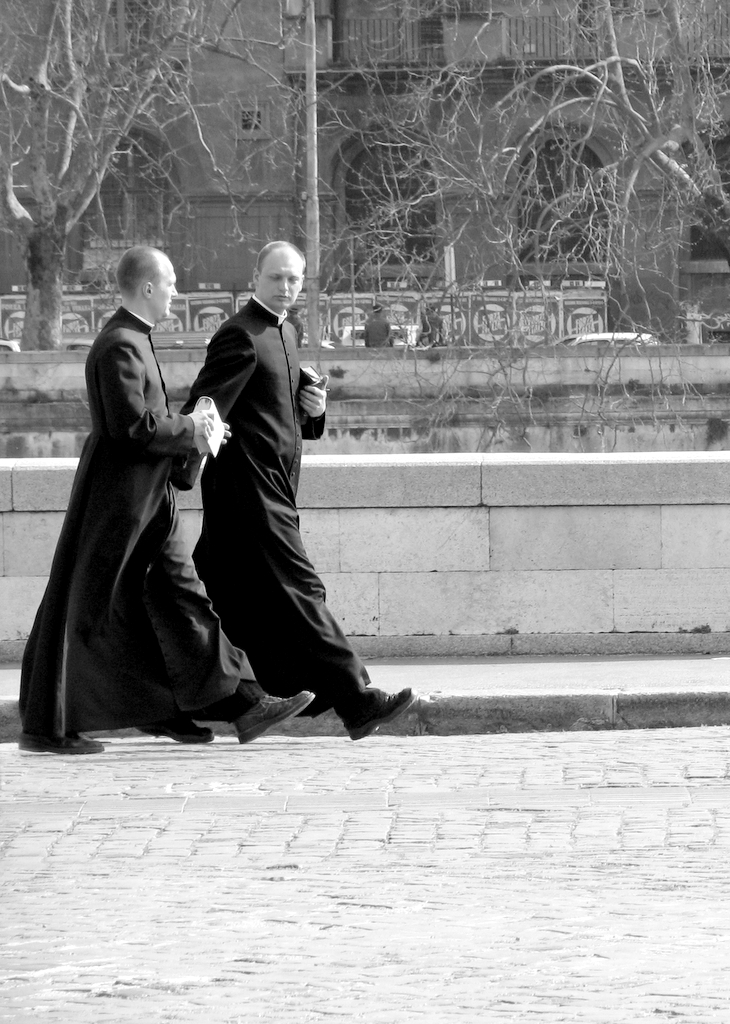
Cristo escolheu apenas homens para seu grupo de 12 apóstolos, por isso a Igreja postula que só homens devem ser sacerdotes.

### Celibato dos ordenados
Salvo algumas exceções, nomeadamente de casos de ex-pastores protestantes convertidos ao catolicismo e de padres dos ordinariatos pessoais para anglicanos, o celibato é obrigatório para todos os clérigos da Igreja Católica Latina.
Porém, respeitando as tradições orientais, a Santa Sé permitiu nas Igrejas orientais católicas sui iuris que o celibato seja apenas obrigatório para os bispos, que são escolhidos de entre os sacerdotes celibatários, nomeadamente os monges. Nestas Igrejas orientais, os homens casados podem ser ordenados sacerdotes, mas é proibido aos sacerdotes solteiros contraírem "matrimônio depois da ordenação". Isto quer dizer que eles só podem casar antes de se ordenarem, ou seja, antes de se tornarem sacerdotes.

### Ordenação de mulheres
A posição católica oficial e definitiva é a de que as mulheres não podem ser padres ou bispos devido à doutrina de sucessão apostólica. Os padres e os bispos são sucessores dos Apóstolos e, uma vez que Jesus Cristo escolheu apenas homens para o seu grupo de doze apóstolos, só homens se podem tornar padres ou bispos. Além disso, tem sido claramente estes os ensinamentos da Igreja desde o tempo dos Apóstolos.[carece de fontes?] A 22 de Maio de 1994, o Papa João Paulo II emitiu uma carta apostólica, Ordinatio Sacerdotalis (Ordenação sacerdotal) que reafirmou tal posição e lhe deu uma definição definitiva:
Embora a doutrina sobre a ordenação sacerdotal que deve reservar-se somente aos homens, se mantenha na Tradição constante e universal da Igreja e seja firmemente ensinada pelo Magistério nos documentos mais recentes, todavia actualmente em diversos lugares continua-se a retê-la como discutível, ou atribui-se um valor meramente disciplinar à decisão da Igreja de não admitir as mulheres à ordenação sacerdotal.
Portanto, para que seja excluída qualquer dúvida em assunto da máxima importância, que pertence à própria constituição divina da Igreja, em virtude do meu ministério de confirmar os irmãos (cfr Lc 22,32), declaro que a Igreja não tem absolutamente a faculdade de conferir a ordenação sacerdotal às mulheres, e que esta sentença deve ser considerada como definitiva por todos os fiéis da Igreja.